# Coenopteridales
Die Einteilung der Lebewesen in Systematiken ist kontinuierlicher Gegenstand der Forschung. So existieren neben- und nacheinander verschiedene systematische Klassifikationen. 
Das hier behandelte Taxon ist durch neue Forschungen obsolet geworden oder ist aus anderen Gründen nicht Teil der in der deutschsprachigen Wikipedia dargestellten Systematik.
In der Ordnung Coenopteridales wurden historisch einige Gruppen von frühen Farnen zusammengefasst, die heute zu anderen Farngruppen gestellt werden. Die in den Coenopteridales zusammengefassten Gruppen kamen vom Devon bis in das Perm vor.

## Merkmale
Viele Vertreter besitzen Megaphylle. eine circinate Vernation und sprossbürtige Wurzeln. Bei manchen Vertretern stehen die Sporangien an den Blättern, bei anderen sind die Sporangien unbekannt, oder sie stehen an nichtflächigen Blattorganen. Die Anatomie der Leitbündel reicht von einer Protostele bis zu zeitlich jüngeren Siphonostelen. Lediglich bei einer Gattung, Zygopteris, kommt sekundäres Xylem vor.

## Systematik
Fossilien wurden aufgrund folgender Merkmale in diese Ordnung gestellt: Symmetrie und Histologie der Blattspuren sowie die generelle Morphologie der Blattwedel. Die Coenopteridales wurden stets als eine heterogene Gruppe angesehen.
Eggert hat 1964 innerhalb der Coenopteridales vier Familien unterschieden:
- Stauropteridaceae, siehe Stauropteridales
- Botryopteridaceae
- Anachopteridaceae
- Zygopteridaceae, siehe Zygopteridales

Mit neuen Funden, vor allem strukturell erhaltenen Fossilien aus Frankreich und Nordamerika, wurden diese Gruppen immer besser bekannt. Besonders Phillips (1974) hat viele Taxa zu den Echten Farnen gestellt. Aufgrund ihrer Unähnlichkeit zu den Echten Farnen werden die Stauropteridaceae und Zygopteridaceae von Taylor, Taylor und Krings als eigene Ordnungen geführt.
Im Gegensatz dazu führt Eberhard Fischer in Anlehnung an Kenrick und Crane (1997) die Coenopteridales als Ordnung innerhalb einer Klasse Cladoxylopsida. Fischer zählt folgende Familien und Gattungen incertae sedis zur Ordnung:
- Stauropteridaceae
- Rhacophytaceae, siehe Rhacophytales
- Zygopteridaceae
- Anachoropteris
- Botryopteris
- Dernbachia
- Psalixochlaena
- Sonapteris

## Belege
1. 1 2 3 4 5  Thomas N. Taylor, Edith L. Taylor, Michael Krings: Paleobotany. The Biology and Evolution of Fossil Plants. Second Edition, Academic Press 2009, ISBN 978-0-12-373972-8, S. 405.
2. ↑  Wolfgang Frey, Eberhard Fischer, Michael Stech: Bryophytes and seedless Vascular Plants. In: Wolfgang Frey (Hrsg.): Syllabus of Plant Families - A. Engler's Syllabus der Pflanzenfamilien. 13. Auflage. Band 3. Borntraeger, Berlin / Stuttgart 2009, ISBN 978-3-443-01063-8, S. 323–327.